# Jun’ichi Kawamura
Jun’ichi Kawamura (japanisch 川村 淳一 Kawamura Jun’ichi; * 24. Juni 1980 in der Präfektur Shizuoka) ist ein ehemaliger japanischer Fußballspieler.

## Karriere
Kawamura erlernte das Fußballspielen in der Schulmannschaft der Tokai University Daiichi High School. Seinen ersten Vertrag unterschrieb er 1999 bei den Vissel Kobe. Der Verein spielte in der höchsten Liga des Landes, der J1 League. 2002 wechselte er zum Drittligisten Jatco FC. Für den Verein absolvierte er 38 Spiele. Danach spielte er bei den FC Eastern 04 (2004) und Azul Claro Numazu (2005–2014). Ende 2014 beendete er seine Karriere als Fußballspieler.